# Milesia apsycta
Milesia apsycta är en tvåvingeart som beskrevs av Seguy 1948. Milesia apsycta ingår i släktet Milesia och familjen blomflugor. Inga underarter finns listade i Catalogue of Life.